# Cathy Rigby

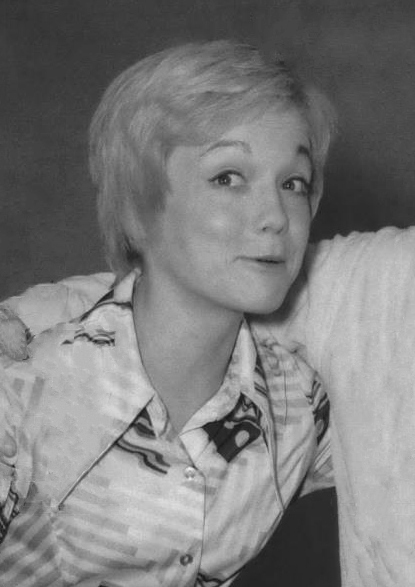
Cathy Rigby

Cathleen Roxanne Rigby (Los Alamitos, 12 de dezembro de 1952) é uma ex-ginasta estadunidense, que representou os Estados Unidos da América em competições de ginástica artística.
Rigby foi a primeira ginasta a se destacar em uma Olimpíada, na edição do México, na qual ajudou a popularizar o desporto na nação. Sua maior conquista foi a medalha de prata no Mundial de Libliana, em 1970, na atual Eslovênia.

## Carreira
Rigby, filha de Anita e Paul, nasceu em Los Alamitos e tem quatro irmãos – dois mais velhos, Steve e Michelle, e dois mais jovens, Jeff e Jill.
A atleta iniciou sua carreira competindo no USGF Campeonato da Califórnia, com até então doze anos de idade. Neste evento, conquistou quatro medalhas. Foi prata no individual geral, na trave no solo, e ouro nas barras assimétricas. Em 1966, no Campeonato Norte-Sul, novas medalhas para a jovem ginasta: Bronze no salto e nas barras assimétricas. Em seu último ano como representante júnior, Rigby participou no AAU Nacional Júnior, no qual conquistou duas pratas – salto e paralelas assimétricas – e um bronze, na trave.
No ano de 1968, em sua estreia em grandes competições internacionais, Jogos Olímpicos da Cidade do México, Cathy, aos quinze anos, obteve o melhor resultado da ginástica feminina norte-americana até então – o décimo sexto lugar geral – que ajudou a popularizar a ginástica artística feminina dentro dos Estados Unidos.
No ano seguinte, na final da Copa do Mundo, a ginasta obteve seu primeiro ouro sênior internacional, na prova do concurso geral. Em 1970, competindo no Mundial de Liubliana, Rigby conquistou não só uma medalha de prata na trave. Atingiu o posto de primeira norte-americana a conquistar uma medalha individual em um Campeonato Mundial e evento internacional de grande porte, exclusos os Jogos Pan-Americanos. Um ano mais tarde, novamente em uma Copa do Mundo, Cathy saiu-se vitoriosa de todos os cinco eventos disputados. Em 1972, a ginasta posou para a revista Sports Illustrated  e teve como seu último compromisso enquanto ginasta as Olimpíadas de Munique, na qual fora quarta coloca por equipes e décima no concurso geral.
Logo após o fim dos Jogos, a já ex-ginasta casou-se com o jogador de futebol americano, Tommy Mason, com quem teve dois filhos, e iniciou sua carreira de atriz. Em 1974, Rigby apareceu no papel de Peter Pan, o qual interpretou durante uma turnê na década de 1990 - inclusive na Broadway - e entre 2004 e 2006. Em 2008, este personagem fora revivido em Pittsburgh, no Centro Benedum. A ex-atleta também voltou seus esforços para a tv, comentando, por dezoito anos, o programa ABC Sports, e aparecendo em filmes, como o feito para a televisão Corpo Perfeito (1997), no original Perfect Body, no qual interpretou a personagem Brenda Gray.
Em 1981, na volta aos palcos após Peter Pan, interpretou Dorothy em O Mágico de Oz. Durante esse tempo, Cathy casou-se novamente, com Tom McCoy. Segundo a atriz, fora o atual marido quem a ajudou a superar a bulimia, doença esta que a acompanhou por doze anos, desde o fim da carreira na ginástica. Com ele, a ex-ginasta ainda teve duas filhas, Theresa e Kaitlin, e fundou a companhia teatral McCoy and Rigby. Durante a década de 1980, começou campanhas públicas, falando sobre suas experiências com distúrbios alimentares e em 1992, cedeu uma entrevista à revista People, relatando os momentos mais delicados da doença.
No ano de 1997, Cathy fora inserida no International Gymnastics Hall of Fame.

## Principais resultados
| Ano  | Evento                                    | AA               | Equipe | Salto sobre o cavalo | Trave             | Barras assimétricas | Solo             |
| ---- | ----------------------------------------- | ---------------- | ------ | -------------------- | ----------------- | ------------------- | ---------------- |
| 1965 | USGF Campeonato da Califórnia             | Medalha de prata |        | Medalha de bronze    | Medalha de prata  | Medalha de ouro     | Medalha de prata |
| 1966 | Campeonato Norte-Sul                      |                  |        | Medalha de bronze    |                   | Medalha de bronze   |                  |
| 1967 | AAU Nacional Olímpico Júnior              |                  |        | Medalha de prata     | Medalha de bronze | Medalha de prata    |                  |
| 1968 | Jogos Olímpicos                           | 16º              | 6º     |                      |                   |                     |                  |
| 1969 | Copa do Mundo                             | Medalha de ouro  |        |                      |                   |                     |                  |
| 1970 | Campeonato Mundial de Ginástica Artística |                  |        |                      | Medalha de prata  |                     |                  |
| 1971 | Copa do Mundo                             | Medalha de ouro  |        | Medalha de ouro      | Medalha de ouro   | Medalha de ouro     | Medalha de ouro  |
| 1972 | Jogos Olímpicos                           | 10º              | 4º     |                      |                   |                     |                  |